# Progressions
Pour l’article homonyme, voir Progression.
Progressions (Progressioni) est une nouvelle de Dino Buzzati, incluse dans le recueil Le K publié en 1966 (cette nouvelle figure également dans le recueil Le Rêve de l'escalier).

## Résumé
À un congrès littéraire, des écrivains se livrent, par jeu, à un exercice de progressions : c'est-à-dire qu'il leur faut « obtenir en quelques lignes, un résultat narratif en développant, justement par progression, un sujet au choix ». Précédemment, un congressiste avait souligné la tendance à la prolixité des productions littéraires modernes et invité à plus de concision, comme l'ont déjà fait avec succès « plusieurs écrivains occidentaux de Shakespeare, Gioacchino Belli, de Lee Masters à Prévert ». Il s'agit donc pour les volontaires de composer une œuvre narrative en utilisant peu de termes. 
Le reste de la nouvelle est un choix des récits écrits lors du congrès, de courtes œuvres qui, par leur brièveté, mériteraient le terme de micro-nouvelle. En quelques phrases, bribes de phrases, ou répliques lapidaires des événements se déroulant sur plusieurs heures, toute une vie ou même plusieurs générations sont ainsi résumés, avec souvent une intensité saisissante (par exemple Vendetta).